# Mickey: La historia de un ratón
Mickey: La historia de un ratón (Mickey: The Story of a Mouse en inglés) es una película documental dirigida por Jeff Malmberg. El documental tuvo un estreno anticipado en el festival de cine South by Southwest el 19 de marzo de 2022 y su estreno mundial fue el 18 de noviembre de 2022 en Disney+.

## Premisa
El documental sigue la historia y filmografía de Mickey Mouse. Mickey Mouse se presenta como un símbolo mundial de la alegría y la inocencia de la infancia. Se convirtió en una sensación de la noche a la mañana después de protagonizar el cortometraje animado de 1928 Steamboat Willie. Durante las décadas siguientes, evolucionaron versiones del personaje que reflejan tanto la carrera de su creador como los cambios en el país que Mickey llegó a simbolizar.

## Producción
En octubre de 2019, se anunció la producción de un documental, titulado Mickey: La historia de un ratón, con Jeff Malmberg como director.

## Lanzamiento
El documental tuvo un estreno anticipado en el festival de cine South by Southwest el 19 de marzo de 2022, antes de su debut en Disney+ el 18 de noviembre de 2022. El documental está acompañado por el cortometraje Mickey in a Minute, animada por Eric Goldberg, Mark Henn y Randy Haycock. El corto sigue a Mickey Mouse, con la voz de Bret Iwan, mientras recorre los pasillos del edificio de Disney Animation, termina siendo absorbido por uno de sus viejos carteles de dibujos animados y realiza un viaje de "remolino" a través de sus actuaciones pasadas. El corto aparece cerca del final del documental.

### Recepción
El sitio web del agregador de reseñas Rotten Tomatoes le dio al documental una puntación de 88% de las 16 reseñas de los críticos son positivas, con una calificación promedio de 7.9/10. En Metacritic, la película tiene una puntuación media ponderada de 66 sobre 100, basada en 7 críticos, lo que indica "críticas generalmente favorables".
Fran Hoepfner de TheWrap, dio una crítica positiva y dijo que es una «exploración interesante de un fenómeno global que hace todo lo posible para que Disney (el hombre y la compañía) salga del apuro». Daniel Fienberg de The Hollywood Reporter, también dio una crítica positiva, diciendo: «Mickey: La historia de un ratón ofrece 93 minutos de radiante hagiografía de roedores y es quizás el más pulido de los documentales recientes de Disney+». Stephen Silver de Tilt, otorgó 4 estrellas de 5, diciendo «sí, es un acto flagrante de automitificación por parte de Disney. Pero también es un examen fascinante de la historia de Disney y una visita obligada para cualquiera que sea un gran Fanático de Mickey». Ross Bonaime de Collider, dio una crítica mixta y dijo que el documental es «una mirada intrigante a la historia centenaria de Mickey que no puede evitar tratar de evitar las preguntas más importantes sobre el pasado de Mickey y Walt Disney».